# 요안 카바예
요안 카바예(프랑스어: Yohan Cabaye, 1986년 1월 14일, 투르쿠앵 ~ )는 프랑스의 은퇴한 축구 선수로, 미드필더로 활약했다. 프랑스 축구 국가대표팀이기도 하였다. 그는 "넓은 시야, 우수한 볼컨트롤" 능력을 소유한 선수로 묘사되며 팀에 "기술적 능력을 불어넣는다." 카바예는 프리킥과 페널티킥 능력으로도 알려져 있다.
카바예는 6세에 고향 클럽 투르쿠앵에 입단하면서 축구를 시작하였다. 7년간 투르쿠앵의 유소년 클럽에서 성장한 그는, 프로 구단 릴에 합류하였다. 카바에는 팀의 UEFA 인터토토컵 2004 우승을 도운 2004-05 시즌에 프로 데뷔전을 가지기 전까지 릴의 유소년 아카데미에서 6년을 보냈다. 그 다음 시즌, 카바예는 주전으로 도약하였고, 클로드 퓌엘의 지도 하에 UEFA 챔피언스리그에 처음으로 출전하였다. 뤼디 가르시아의 지도 하에, 카바예는 플레이메이커로 기용되었고, 2009-10 시즌에 15골을 미드필더로써 득점하며 데뷔 이후로는 최고의 시즌을 보냈다. 2010-11 시즌, 그는 릴이 국내 더블을 달성하는데 주역으로 활동하였다. 그 다음 시즌, 2011년 6월에 카바예는 5년 계약을 체결하며 뉴캐슬 유나이티드에 합류하였다. 2014년 1월 29일, 뉴캐슬 유나이티드는 프랑스 리그 1 우승팀 파리 생제르맹의 £19M짜리 카바유 제의를 받아들였다. 카바유는 클럽과 3년 계약을 체결하며 합류하였다.
카바예는 전 프랑스 청소년 국가대표팀의 일원이며, 자국의 U-16, U-18, U-19, U-20, 그리고 U-21 국가대표팀으로 차출되었었다. U-19 대표팀 시절, 그는 2005년 UEFA U-19 축구 선수권 대회 우승의 주역이었다. U-20 대표팀 일원으로, 카바유는 2006년 투르누아 에스푸아 드 툴롱 우승을 거두었다. U-21 국가대표팀에서 그는 주장을 맡기도 하였었다. 2010년 8월, 카바예는 로랑 블랑 신임 국가대표팀 감독의 부름 하에 성인 국가대표팀에 처음으로 차출되었다. 8월 11일, 그는 1-2로 패한 노르웨이와의 친선경기에 성인대표팀 신고식을 치르었다.

## 클럽 경력

### 초기 경력
카바유는 고향 클럽 투르쿠앵에 입단하며 축구에 입문하였다. 그가 축구를 시작할 당시 나이는 6세였다. 카바유는 유소년 아카데미에 들어갈 나이가 되지 못하였지만, 당시 클럽에 근무하던 아버지의 도움으로 유소년 아카데미에 입단할 수 있었다. 카바유는 클럽에서 성장하며 발전하였고, 유소년 경기에서 우수한 기량을 선보인 그는 프로 구단인 릴의 관심을 받았다. 1998년 7월, 그는 릴의 유소년 계약서에 서명하였고, 릴의 아카데미로 편입되었다. 카바유는 릴의 유소년 아카데미에서 빠른 속도로 발전하였고, 2003-04 시즌, 그는 프랑스 축구 4부리그인 샹피오나 드 프랑스 아마퇴르에 속한 리저브팀에서 활약하였다. 카바유는 리저브 팀 소속으로의 첫 시즌에 10경기에 출전하여 1골을 득점하였다. 다음 시즌, 카바유는 리저브팀과 1군 사이를 오락가락 하였다. 그는 리저브 팀 소속으로 15번 출전하여 2번 골을 넣어 팀이 조에서 2위로 마감하도록 도왔고, 그에 따라 상위리그 플레이오프 예선 진출권을 따냈다.

### 릴

#### 전기 (2004-2008)
2004-05 시즌을 앞두고, 카바유는 릴과 3년 협상에 성공하며 처음으로 1군 계약을 체결하였다. 그는 프리시즌 훈련에 참가하였고, UEFA 인터토토컵 2004에서 4경기에 출전하며 우승을 도왔다. 2004년 11월, 카바유는 클로드 퓌엘 1군 감독 하에 처음으로 성인 1군에 호출되었다. 그는 2004년 11월 7일, 이스트르와의 경기에서 리그 데뷔전을 치르었다. 카바유는 선발로 출전하여 75분동안 그라운드를 누볐고, 팀은 2-0으로 이겼다. 그는 잔여 시즌동안 간간히 출전하며 팀에 기여하였다. 12월 21일, 카바유는 승부차기 끝에 2-4로 패한 스트라스부르와의 쿠프 드 라 리그경기에서 120분 출전하였다. 카바유는 승부차기를 성공시킨 릴의 선수 두명 중 한명이었다. 2005년 2월 20일, 그는 1-1로 비긴 메스와의 경기에서 처음으로 레드카드를 받았다. 카바유는 12경기 출전 무득점으로 시즌을 마쳤다.

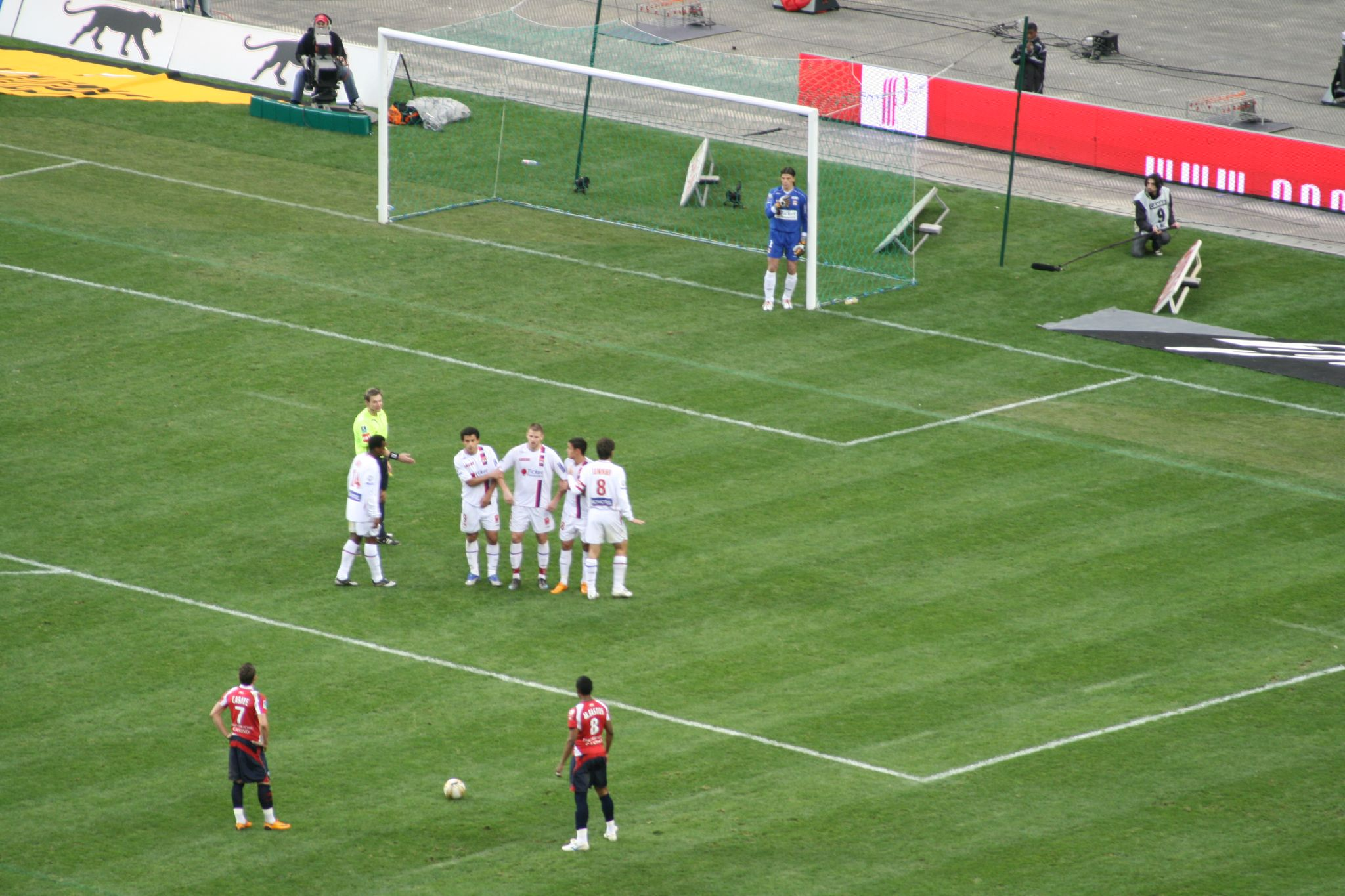
2007-08 시즌, 리옹과의 경기에서 프리킥을 준비하는 카바유 (좌측 하단).

그 다음 시즌, 카바유의 출장 빈도는 출전한 총 27경기 중 20경기를 주전으로 출전하며 획기적으로 증가하였다. 카바유는 2005-06 시즌의 UEFA 챔피언스리그와 UEFA컵에 도합 5경기를 출전하기도 하였다. 그는 2005년 9월 14일, 포르투갈 클럽 벤피카와의 챔피언스리그 조별 리그 경기에서 공식적으로 유럽대항전에 첫 발을 들였다. 11월 2일, 그는 1-0 깜짝승리를 거둔 잉글랜드 클럽 맨체스터 유나이티드와의 경기에서 교체 출전하였다. 리그에서, 카바유는 11월 19일에 2-3으로 패한 오세르와의 경기에서 프로무대 1호골을 득점하였다. 카바유는 개인으로써 성공적인 시증을 보냈으나, 릴이 리그를 상위권으로 마감하여 3시즌 연속 유럽대항전 진출권을 확보하면서 묻혀버렸다. 시즌 도중에, 릴과 카바유는 계약을 2년 반 연장하여 2010년 6월까지 유효하도록 합의를 보았다.
2006-07 시즌, 카바유는 발목 부상으로 어려움을 겪었고, 시즌 처음 3달에는 5경기 출전에 그쳤다. 2006년 8월 26일, 그는 3-0으로 이긴 보르도 전에서 시즌 1호골을 넣었다. 11월 4일, 그는 라이벌 발랑시엔을 상대로 시즌 2호골을 득점하였고, 릴은 3-0 완승을 거두었다. 카바유는 2007년 3월, 르망과의 경기에서 다친 발목에 부상이 재발하기 전까지 꾸준히 리그와 챔피언스리그에 출전하였다. 그는 르망전에서 교체되어 나간 후 잔여 시즌동안 결장하였다. 릴은 시즌을 10위로 마감하였고, 그 결과 3시즌 만에 유럽대항전 진출이 좌절되었다.
카바유는 2007-08 시즌으로 넘어오면서 그라운드에 복귀하였고, 출전한 39경기 중 37경기를 선발 출전하였다. 그는 리그에서 성인팀 계약 후 최다인 7골을 득점하였고 몇 차례 어시스트도 하였다. 릴은 카바유가 득점한 6경기에서 모두 패하지 않았는데, 카바유가 득점한 상대는 보르도, 생테티엔, 메스, 르망, 캉, 그리고 데르비 두 노르 라이벌 랑스였다. 이 중, 캉을 상대로 카바유는 멀티골을 득점하며 5-0 대승을 견인하였다. 시즌 막간에, 그는 2013년까지 지속되는 3년 더 유효한 재계약을 체결하였다. 연장 계약 조항에는 €75M의 바이아웃 조항이 포함되어 있었다.

#### 후기 (2008-2011)
2008-09 시즌을 앞두고, 퓌엘 감독은 리옹으로 이적하였고, 후임 감독으로 뤼디 가르시아가 취임하였다. 가르시아는 카바유를 신입생 플로랑 발몽과 한쌍을 이루도록 배치하였고, 발몽은 카바유의 보호자임과 동시에 수비형 미드필더 리오 마부바와 더불어 공의 배급자였다. 수비 대형으로 복귀해야 할 부담이 줄어든 카바유는 에덴 아자르, 제르비뉴, 그리고 피에르-알랭 프로의 공격 3각 편대를 지원하는 플레이메이커 역할을 수행할 수 있도록 하였다. 그는 32경기에 출전하였는데, 이 32경기를 모두 선발로 출전하였고, 릴은 리그를 5위로 마감하면서, 다음 시즌 유럽대항전에 복귀 할 수 있게 되었다. 카바유는 3-0으로 이긴 됭케르크와의 쿠프 드 프랑스 32강전에서의 한골, 리그에서 5골을 득점하였다.

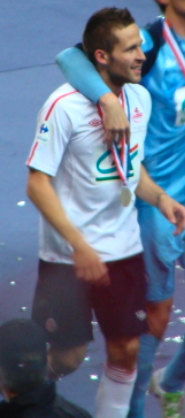
2011년 쿠프 드 프랑스 결승전 우승을 자축하는 카바유.

카바유는 2009-10 시즌을 최고의 시즌을 보냈다. 그는 도합 46경기에 출전하여 페널티킥으로 득점한 7골을 포함하여 자신의 한 시즌 최다골인 15골을 득점하였고, 10차례 어시스트를 기록하였다. 2009년 10월 31일, 카바유는 2-0으로 승리한 그르노블과의 경기에서 시즌 1호골을 득점하였다. 이어지는 5번의 리그 경기에서, 그는 5골을 연속하여 득점하였는데 발랑시엔, 리옹, 모나코, 그리고 생테티엔을 상대로 페널티킥으로 1골씩 득점하였고, 나머지 한골은 보르도와의 경기에서 필드골로 집어넣었다. 2010년 2월 13일, 카바유는 불로뉴-쉬르-메르와의 경기에서 2골을 어시스트하며 팀이 3-1로 이길 수 있도록 도왔다. 4월 18일, 그는 4-0으로 이긴 모나코와의 경기에서 페널티킥을 성공시키고, 필드골을 추가하고, 어시스트를 기록하였다. 그가 모나코전에서 기록한 필드골은 올 시즌의 골 후보로 선정되었다. UEFA 유로파리그에서 카바유는 세르비아 클럽 세보이노와의 예선전과 체코 클럽 슬라비아 프라하와의 조별 리그전에서 각각 득점하였고, 릴은 토너먼트전에 진출하였다. 릴은 잉글랜드 클럽 리버풀과의 16강전에서 탈락하였다. 릴은 시즌 마지막 라운드에서 패해 리그를 4위로 마감하면서 안타깝게 UEFA 챔피언스리그 진출권을 놓쳤다.
2010-11 시즌에 카바유는 가르시아의 주전으로 남았으나, 그가 지난 시즌에 맡은 플레이메이커의 역할이 윙 포워드인 아자르와 제르비뉴에게 옮겨졌다. 2010년 10월 24일, 카바유는 1-3으로 패한 마르세유전에서 시즌 1호골을 득점하였다. 사흘 후, 그는 캉과의 쿠프 드 라 리그 경기에서 필드골과 페널티골을 집어넣으며 팀의 4-1 승리를 이끌었다. 2달 가까이 무득점 무어시스트로 침묵한 후, 카바유는 로리앙을 6-3으로 박살낸 2010년 12월 경기에서 무사 소우에게 2번의 어시스트를 배급하였다. 2011년 4월, 카바유는 캉, 보르도, 아를-아비뇽과의 경기에서 세 차례 어시스트를 올렸다. 후자의 클럽을 상대로 카바유는 직접 골네트도 갈랐다. 릴은 이 3경기에서 패하지 않으며 시즌이 끝날 무렵에 2위팀과의 승점차를 4점으로 벌렸다.
카바유는 2011년 쿠프 드 프랑스 결승전에 진출하기까지 팀이 참가한 5경기에 모두 출전하고, 이 중 4경기를 선발로 출전하며 결정적인 활약을 보였다. 결승전에서, 카바유는 풀타임을 소화하며 스타드 드 프랑스에서 파리 생제르맹을 1-0으로 눌렀다. 일주일 후, 릴은 파리 생제르맹 원정에서 2-2로 비기며 1953-54 시즌 이래 처음으로 리그 1 우승을 거머쥐었고, 1945-46 시즌 이래 처음으로 더블을 달성하였다. 국내 컵대회와 리그 우승 타이틀은 카바유가 처음으로 획득한 두 개의 타이틀이었다.

### 뉴캐슬 유나이티드
3-2로 승리한 스타드 렌과의 2010-11 시즌 최종전 이후, 뤼디 가르시아 릴 감독은 카바유가 클럽을 떠나 잉글랜드의 뉴캐슬 유나이티드와 계약했다고, "요안이 어제 우리에게 말을 걸었다 - 우선 나에게 말을 건네고 나중에 경기 전 팀동료에게 말했다 - 그가 뉴캐슬로 이적하길 결정했다고. 나는 그의 선택을 존중하나, 나는 그가 우리와 여정을 계속하기를 바랐다." 2011년 6월 10일, 카바유가 뉴캐슬과 5년 계약에 합의하면서 이적이 확인되었다. 이적료는 비공개 처리되었다. 카바유는 자신의 뉴캐슬 이적을 "환상적"이라고 묘사하였고, "저는 릴에서 멋지게 시간을 보냈으나, 지금 당장은 최고를 상대로 자신을 시험할 때이고, 프리미어리그의 뉴캐슬 유나이티드는 이를 충족시킨다."고 덧붙였다.

#### 2011-12 시즌
카바유는 컨퍼런스 내셔널에 소속된 달링턴과의 프리시즌 친선경기에서 12분에 교체투입되며 뉴캐슬 이적 후 처음으로 경기에 출전하였다. 뉴캐슬은 이 경기에서 2-0으로 승리하였다. 시즌 시작하기 며칠 전, 카바유는 이적시장 초기에 주장인 케빈 놀런이 떠나면서 공석이 된 4번을 받았다. 그는 2011년 8월 13일, 득점 없이 비긴 아스널 전에서 리그 데뷔전을 가졌다. 2011년 10월 22일, 그는 위건 애슬레틱전에서 뉴캐슬 소속으로는 첫 골을 넣었다. 나흘 후, 그는 3-4로 패한 블랙번 로버스와의 풋볼 리그 컵 경기에서 그의 2호골을 득점하였다.
12월 17일, 스완지 시티와 득점 없이 비긴 경기에서, 카바유는 11.6km를 이동하면서, 뉴캐슬 선수들 중 최장거리를 활보하였다. 2주일 후, 카바유는 3-0으로 승리한 맨체스터 유나이티드와의 경기에서 27m짜리 프리킥으로 팀의 두번째 골을 득점하며 시즌 3호골을 기록하였다. 2012년 4월 6일, 카바유는 2-0으로 승리한 스완지 시티와의 경기에서 파피스 시세의 두골을 모두 어시스트하였다. 4월 21일에는 3-0으로 승리한 스토크 시티와의 홈경기에서 파피스 시세의 골을 한번 더 어시스트하였고, 나머지 두 골은 자신이 득점하였다. 이 경기 승리로 뉴캐슬은 리그 톱4에 진입하였다.

#### 2012–13 시즌
2012년 10월 21일, 1-1로 비긴 선덜랜드와의 타인 위어 더비에서 깔끔하게 시즌 1호골을 득점하였다. 11월에 카바유는 사타구니 수술이 필요한 것으로 판정되었고, 2013년 2월까지의 결장이 불가피했다. 그는 1월에 조기 복귀하였으나, 1-2로 패한 레딩과의 2013년 1월 19일 홈경기에서 자신의 전매특허인 프리킥 골로 복귀를 신고하였다. 애스턴 빌라와의 경기에서 복귀 후 두번째로 선발로 출전하여 페널티 박스 바깥쪽에서 환상적인 하프발리슛으로 또다시 득점하였다. 2013년 3월 2일, 스완지 시티전에서 카바유는 부상당한 정주장 파브리시오 콜로치니를 대신하여 처음으로 뉴캐슬 주장 완장을 착용하였다. 사우샘프턴과 스토크 시티와의 두 차례 홈경기에서, 그는 각각 페널티킥과 프리킥 골을 성공시켰다.

#### 2013-14 시즌
2013년 8월 19일, 맨체스터 시티와의 프리미어리그 1라운드 경기를 앞두고 아스널이 요안 카바유에게 £10M의 제의를 하였으나 거절당했다. 뉴캐슬이 0-4로 패한 후, 앨런 파듀는 "그가 제의에 넘어갔다" 라며 가치적으로나 시간적으로나 모두 무례하다고 비판하였고, 그로 인해 카바유를 그날 스쿼드에서 제외시켰다고 확인시켰다. 그는 8월 24일, 이어지는 웨스트 햄과의 경기에서도 출전을 거절당했다. 2013년 10월 19일, 리버풀과의 세인트 제임스 파크 홈경기에서 23미터짜리 중거리 슛으로 시즌 2호골을 득점하였고, 팀은 2-2 무승부를 거두었다.
카바유는 2013년 12월 7일, 올드 트래퍼드에서 진행된 맨체스터 유나이티드 원정 경기에서 1-0 결승골을 득점하며, 41년만의 올드 트래퍼드 원정승으로 뉴캐슬 유나이티드 팬들에게 이름을 각인시켰다. 12월 21일, 3-0 완승을 거둔 크리스털 팰리스 전에서 선제골을 득점하며 시즌 4호골을 기록하였고, 5-1로 승리한 스토크 시티와의 1주일 후 경기에서도 또다시 득점하였다. 카바유는 3-1로 승리한 웨스트 햄과의 마지막 경기에서 두 차례 득점하며, 반 시즌만에 2012-13 시즌의 득점 기록과 동률을 이루었다. 그의 첫골은 페널티 박스 바로 안에서 훌륭한 기술을 선보인 뒤 득점하였고, 뉴캐슬에서의 마지막 골은 페널티 박스 끄뜨머리에서 전매특허 프리킥으로 득점하였다.

### 파리 생제르맹
2014년 1월 29일, 파리 생제르맹은 뉴캐슬 유나이티드로부터 £19M에 보너스가 붙은 것으로 추산되는 비공개 이적료에 리그 1 클럽으로 이적한다고 공식 발표하였다. 카바유는 3년 반 계약을 체결하였고, 4번 셔츠를 받았다. 또한, 카바유가 프랑스 축구로 돌아온 이유가 향수병 때문이라고 추측하였다.
2월 18일, 카바유는 레버쿠젠과의 UEFA 챔피언스리그 16강전 경기에서 PSG 이적 후 첫 골을 득점하였고, 팀은 4-0으로 이겼다.

## 국가대표팀 경력

### 청소년 국가대표팀
카바유는 전 프랑스 청소년 국가대표 선수이며, U-16, U-18, U-19, U-20, 그리고 U-21 국가대표팀으로 출전한 경험이 있다. 2001년 8월, 그는 피에르 망코우스키 감독에 의해 국제경기에 처음으로 차출되었다. 2001년 9월 26일, 4-0으로 승리한 아이슬란드와의 경기에서 국제경기에 처음으로 출전하였다. 그는 투르누아 뒤 발-드-마른 대회를 위해 발탁되어 출전하였다. 프랑스는 이 대회 우승을 거두었다. 카바유는 이후 2004년 3월 5일, 부상당한 요안 구르퀴프를 대신하여 독일에서 치를 경기를 위해 장 가이스 U-18 국가대표팀 감독에 의해 발탁되었다. 그는 잔트하우젠의 하트발트슈타디온에서 열린 독일과의 3월 9일 경기에 출전하였고, 결과는 1-1 무승부였다. 카바유는 이후 승리한 스코틀랜드, 우크라이나, 그리고 체코와의 U-18 국가대표팀 대회인 슬로바키아 컵 경기를 포함하여 이어지는 U-18 국가대표팀 경기에 출전하였다.
U-19 국가대표팀에서, 카바유는 조기 차출되었다. 그는 터키와의 시즌 첫 경기에 출전하였고, 이 경기에서 프랑스가 2-1로 이겼다. 2005년 UEFA U-19 축구 선수권 대회 1차 예선전에서, 카바유는 조별리그 두 경기에 출전하였다. 2004년 9월 30일, 그는 3-0으로 승리한 아제르바이잔과의 경기에서 청소년 국가대표팀 첫골을 득점하였다. 프랑스는 이후 토너먼트에 진출하였고, 카바유도 북아일랜드에서 열린 이 대회에 참가하였다. 카바유는 프랑스가 참가한 5경기 중 4경기에 출전하였고, 프랑스는 이 대회에서 UEFA U-19 축구 선수권 대회 통산 6회 우승을 이룩하였다. 독일과의 준결승전에서, 그는 결승골로 경기를 3-2로 종결지었다. 결승전에서 프랑스는 잉글랜드를 3-1로 격파하였다. 카바유는 결승전을 풀타임으로 소화하였고 15경기 출전 2득점으로 U-19 국가대표팀 생활을 끝냈다. 그 다음 시즌, 카바유는 U-20 국가대표팀에 발탁되어 2006년 투르누아 에스푸아 드 툴롱에 참가하였다. 이 대회에서, 그는 프랑스가 출전한 5경기 중 4경기에서 활약하였고, 중화 타이베이와의 준결승전에서는 프리킥으로 득점하며 2-0 승리에 일조하였다. 이후 결승전에서는 네덜란드를 상대로 승부차기에서 5-3으로 이겼다.
카바유는 르네 지라르, U-21 국가대표팀 감독의 부름을 받아 U-21 대표팀에 처음으로 차출되었고, 벨기에와의 2006년 UEFA U-21 축구 선수권 대회의 1차전에서 로날 쥐바르와 후반전을 시작할 때 교체 투입되었다. 카바유는 이후 2009년 UEFA U-21 축구 선수권 대회의 예선전에 출전하였다. 2007년 10월 12일, 그는 4-0 승리를 한 보스니아 헤르체고비나와의 예선전 경기에서 처음으로 주장을 맡았다. 카바유는 스웨덴에서 열린 여름 대회의 체코전과 네덜란드전에서도 주장을 맡았고, 팀은 두 경기에서 모두 승리하였다. 그는 네덜란드를 상대로 U-21 국가대표팀 일원으로는 1호골을 득점하였다. 2008년 8월 20일, 카바유는 2-2로 비긴 슬로바키아와의 경기에서 U-21 대표 2호골을 득점하였고, 보름 후, 5-0으로 이긴 룩셈부르크와의 경기에서 U-21 대표 마지막 골을 득점하였다. 카바유의 U-21 국가대표팀 출전은 독일과의 2009년 UEFA U-21 축구 선수권 대회 예선전 두 경기에서 패해 프랑스의 2009년 UEFA U-21 축구 선수권 대회 본선행이 좌절되면서 끝났다. 카바유는 부상으로 이 두 경기에 출전하지 못하였다.

### 성인 국가대표팀
2년간의 국제무대 공백기를 가진 카바유는 2010년 8월 11일, 노르웨이와의 친선경기를 앞두고 2010년 8월 5일에 로랑 블랑 신임 국가대표팀 감독에 의해 처음으로 성인 국가대표팀에 발탁되었다. 카바유는 얀 음빌라와 교체 투입되며 성인 국가대표팀 신고식을 치르었다. 그는 벨라루스와 보스니아 헤르체고비나와의 9월 UEFA 유로 2012 예선전을 앞두고 차출되었으나, 부상으로 중도 하차하였다.
2011년 2월 9일, 카바유는 1-0으로 이긴 브라질과의 경기에서 두번째로 출전하였다. UEFA 유로 2012 예선전에 간간히 출전한 그는 2012년 5월 29일에 본선 최종 엔트리에 포함되었다. 6월 11일, 그는 잉글랜드와의 조별리그 1차전에서 성인대표팀 국제대회 데뷔를 하였다. 카바유는 1-1로 비긴 이 경기에서 선발로 출전하였고, 84분에 아템 벤 아르파와 교체되어 나갔다. 이어지는 우크라이나와의 2차전에서, 그는 팀의 쐐기골을 득점하며, 성인 무대에서 첫골을 기록하였고, 팀은 2-0 완승을 거두었다. 2013년 11월 19일, 카바유는 우크라이나와의 월드컵 플레이오프 2차전 대역전극에 출전한 선수들 중 한명이었다. 1차전을 0-2로 패한 프랑스는 생드니에서 3-0 승리를 거두며 2014년 FIFA 월드컵본선에 진출하였다.

## 경력 통계

### 클럽
2014년 3월 12일 기준
| 클럽              | 시즌      | 리그 | 리그 | 리그     | 컵   | 컵 | 컵       | 유럽 | 유럽 | 유럽     | 합계 | 합계 | 합계     |
| 클럽              | 시즌      | 출장 | 골   | 어시스트 | 출장 | 골 | 어시스트 | 출장 | 골   | 어시스트 | 출장 | 골   | 어시스트 |
| ----------------- | --------- | ---- | ---- | -------- | ---- | -- | -------- | ---- | ---- | -------- | ---- | ---- | -------- |
| 릴                | 2004–05   | 6    | 0    | 0        | 4    | 0  | 0        | 4    | 0    | 0        | 14   | 0    | 0        |
| 릴                | 2005–06   | 27   | 1    | 3        | 5    | 0  | 1        | 5    | 0    | 0        | 37   | 1    | 4        |
| 릴                | 2006–07   | 22   | 3    | 3        | 3    | 1  | 0        | 8    | 0    | 2        | 33   | 4    | 5        |
| 릴                | 2007–08   | 36   | 7    | 2        | 4    | 0  | 0        | —    | —    | —        | 40   | 7    | 2        |
| 릴                | 2008–09   | 32   | 5    | 3        | 3    | 1  | 1        | —    | —    | —        | 35   | 6    | 4        |
| 릴                | 2009–10   | 32   | 13   | 7        | 2    | 0  | 0        | 12   | 2    | 4        | 46   | 15   | 11       |
| 릴                | 2010–11   | 36   | 2    | 7        | 6    | 2  | 1        | 6    | 0    | 1        | 48   | 4    | 9        |
| 릴                | 합계      | 191  | 31   | 25       | 27   | 4  | 3        | 35   | 4    | 7        | 253  | 39   | 35       |
| 뉴캐슬 유나이티드 | 2011–12   | 34   | 4    | 9        | 4    | 1  | 0        | —    | —    | —        | 38   | 5    | 9        |
| 뉴캐슬 유나이티드 | 2012–13   | 26   | 6    | 2        | 0    | 0  | 0        | 9    | 0    | 0        | 35   | 6    | 2        |
| 뉴캐슬 유나이티드 | 2013–14   | 19   | 7    | 4        | 1    | 0  | 0        | —    | —    | —        | 20   | 7    | 4        |
| 뉴캐슬 유나이티드 | 합계      | 79   | 17   | 15       | 5    | 1  | 0        | 9    | 0    | 0        | 93   | 18   | 15       |
| 파리 생제르맹     | 2013–14   | 6    | 0    | 2        | 2    | 0  | 0        | 2    | 1    | 1        | 10   | 1    | 3        |
| 파리 생제르맹     | 합계      | 6    | 0    | 2        | 2    | 0  | 0        | 2    | 1    | 1        | 10   | 1    | 3        |
| 경력 합계         | 경력 합계 | 276  | 48   | 42       | 34   | 5  | 3        | 45   | 4    | 8        | 355  | 57   | 53       |

### 국가대표팀
2013년 11월 19일 기준
| 국가대표팀 | 연도 | 출장 | 골 |
| ---------- | ---- | ---- | -- |
| 프랑스     | 2010 | 1    | 0  |
| 프랑스     | 2011 | 8    | 0  |
| 프랑스     | 2012 | 10   | 1  |
| 프랑스     | 2013 | 7    | 1  |
| 합계       | 합계 | 26   | 2  |

### 국가대표팀 득점 기록
| 1                     | 2012년 6월 15일  | 돈바스 아레나, 도네츠크, 우크라이나 | 우크라이나     | 2–0 | 2–0 | UEFA 유로 2012 |
| 2                     | 2013년 10월 11일 | 파르크 데 프랭스, 파리, 프랑스      | 오스트레일리아 | 4–0 | 6–0 | 친선경기       |
| 2013년 10월 13일 기준 |                  |                                     |                |     |     |                |

## 수상 내역

### 클럽
릴
- 리그 1: 2010–11
- 쿠프 드 프랑스: 2010–11

### 국가대표팀
프랑스 U-19
- UEFA U-19 축구 선수권 대회: 2005

프랑스 U-20
- 투르누아 에스푸아 드 툴롱: 2006

## 사생활
카바유는 노르 주에 위치한 북부 코뮌인 투르쿠앵 출신이다. 그의 아버지 디디에는 은퇴한 축구 선수로 루베에서 의료 영역으로 근무하고 있다. 카바유가 16세가 되었을 때, 그의 아버지는 프로 구단인 랑스에서 1시즌 활약하다가 다리 이중골절로 랑스에서의 생활이 돌연 종료되었다. 디디에 카바유는 회복 후 아마추어 구단인 스타드 장-마세 (Stade Jean-Macé) 와 US 투르쿠앵에서 활약하였다. 이 두 클럽은 나중에 통합되어 현재의 투르쿠앵이 되었다.
카바유의 남동생 조프리도 축구선수로, 현재 벨기에 2부리그에 속한 RFC 투르네로 이적하려 하고있다. 카바유는 고향 인근 무보 출신의 현처 피오나와 기혼 상태이다. 두 부부는 슬하에 2녀를 두고 있다. 그는 베트남계 친할머니를 둔 베트남계 프랑스인으로, 베트남 축구 발전에 기여하기 위해 친할머니의 모국을 방문할 의사를 밝혔다. 카바유는 독실한 로마 가톨릭 신자이다.

## 참고
1. ↑  쿠프 드 프랑스, 쿠프 드 라 리그, 트로페 데 샹피옹, FA컵, 풋볼 리그 컵 포함
2. ↑  UEFA 슈퍼컵 포함